# George Hay-Makdougall, 3. Baronet

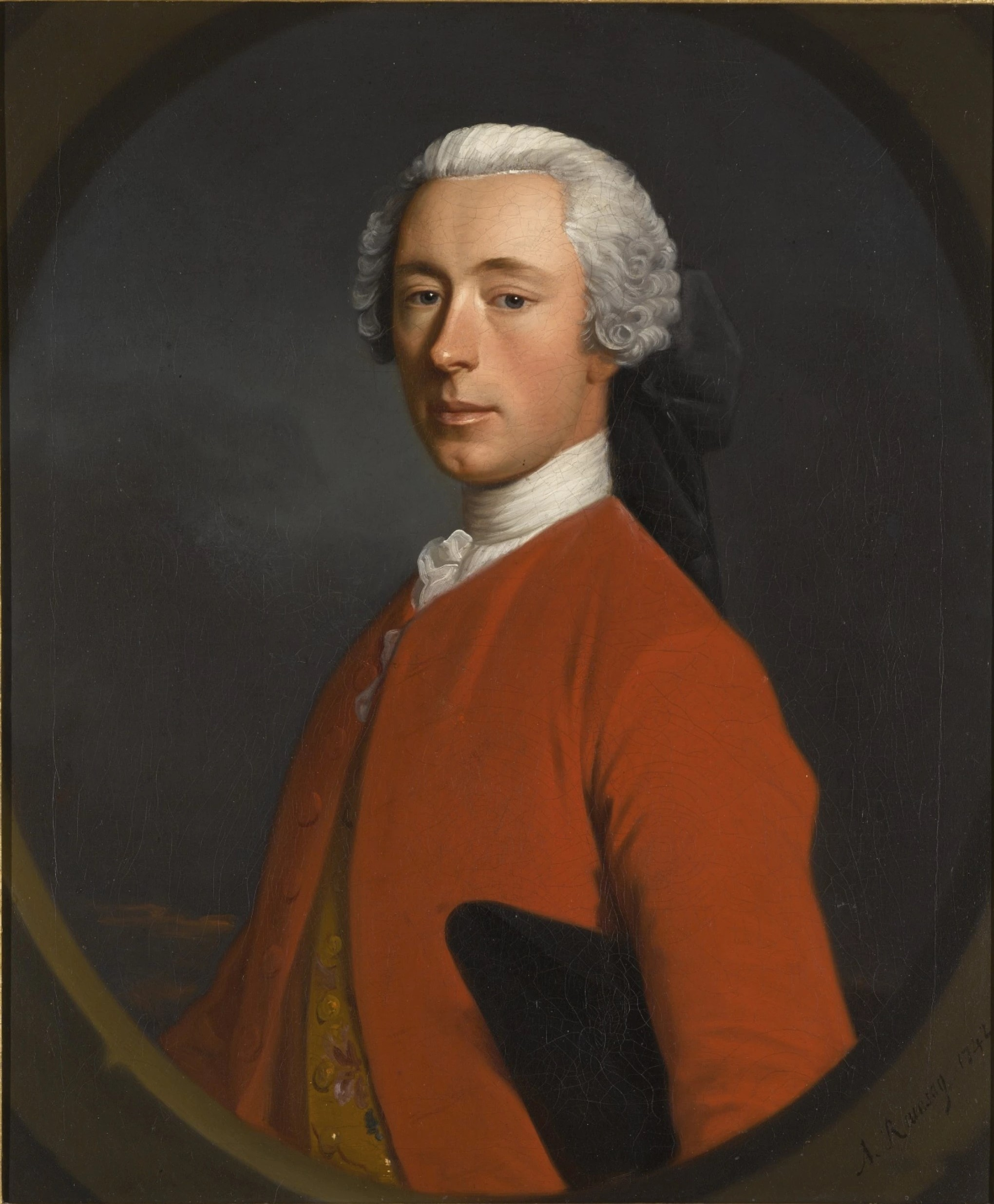
Sir George Hay-Makdougall, 3. Baronet

Sir George Hay-Makdougall, 3. Baronet (geborener Hay, * 1705; † 24. Februar 1777) war ein schottisch-britischer Adliger.

## Leben
Er entstammte einer Nebenlinie des Clan Hay und war der jüngere Sohn des Sir John Hay, 1. Baronet († 1706), aus dessen Ehe mit Catherine Suttie, Tochter des Sir George Suttie, 1. Baronet.
Er diente als Offizier der Royal Scots Greys und erreichte den Rang eines Lieutenant-Colonel.
Er heiratete Barbara Makdougall, Witwe des James Livingstone, 3. Viscount Kilsyth († 1733), Erbtochter des Henry Makdougall, 14. Laird von Makerstoun in Roxburghshire. Als Erbe der Ländereien seines Schwiegervaters, ergänzte er seinen Familiennamen von „Hay“ zu „Hay-Makdougall“ und ergänzte sein Wappen entsprechend.
Beim kinderlosen Tod seines älteren Bruders Sir Thomas Hay, 2. Baronet, erbte er 1769 dessen Ländereien und den 1703 in der Baronetage of Nova Scotia geschaffenen Adelstitel als 3. Baronet, of Alderston in East Lothian.
Aus seiner Ehe mit Barbara Makdougall hinterließ er eine Tochter und einen Sohn:
- Anne Hay-Makdougall (* 1733), ⚭ John Scott, 6. Laird of Gala;
- Sir Henry Hay-Makdougall, 4. Baronet (um 1750–1825), ⚭ 1782 Isabella Douglas, Tochter des Sir James Douglas, 1. Baronet.